# Rich Paul
Richard Paul (Cleveland, 16 de dezembro de 1981) é um empresário esportivo norte-americano e fundador da Klutch Sports Group, uma das agências mais poderosas do esporte profissional. Amigo de longa data de LeBron James — seu cliente mais notável —, Paul transformou a representação de atletas na NBA desde a fundação da sua empresa, em 2012.

## Biografia
Rich Paul cresceu em um apartamento de um quarto localizado acima da loja de doces do seu pai, a R&J Confectionery, na esquina da East 125th com a Arlington, no bairro de Glenville, zona leste de Cleveland. Seu pai o matriculou na Benedictine High School, uma tradicional escola católica privada. Paul viu o pai morrer em 1999, vítima de câncer, e a perda marcou profundamente sua juventude.
Após concluir o ensino médio, começou a trabalhar com a venda de camisetas vintage de basquetebol e futebol americano. Sob a orientação de Andy Hyman, proprietário da loja Distant Replays, Paul comprava camisetas clássicas em Atlanta e as revendia no porta-malas de seu carro, em Cleveland. Em 2002, teve um encontro decisivo no Aeroporto de Akron–Canton: lá conheceu LeBron James, que se impressionou com a camisa autêntica do quarterback Warren Moon que Paul usava. Eles trocaram contatos, e pouco depois Paul vendeu a James camisas raras de Magic Johnson (Lakers) e Joe Namath (Rams), iniciando assim uma amizade e parceria profissional que mudaria sua vida.

## Vida pessoal
Rich Paul é pai de três filhos. Desde 2021, mantém um relacionamento com a cantora e compositora britânica Adele. Em 2020, foi incluído na prestigiada lista Ebony Power 100, e em 2022 ocupou o quarto lugar no ranking da Forbes dos empresários esportivos mais poderosos do mundo.